# تروفي
تروفي  (بالإنجليزية: Trophy (كما يعرف أيضا بـ أسبرو أي ASPRO-A)‏ (بالعبرية: מעיל רוח)، هو نظام دفاعي نشط، صنع من قبل شركتي أنظمة رافائيل الدفاعية المتقدمة وإلتا الاسرائليتين، وهو مصمم لحماية ناقلات الجند والدبابات من الأسلحة المضادة للدروع المباشرة والموجهة على هيئة حماية نصف كروية. يعمل النظام على تدمير أي صاروخ يدخل مداه اتوماتيكيا، إذ يطلق النظام تحذير صوتي ضوئي للطاقم على شاشة القائد عندما تكتشف الرادارات الخاصة به وعددها أربعة القذيفة المضادة للدروع المهددة. بالتوازي مع ذلك تغذي الرادارات جهاز الحاسوب الخاص بالمنظومة بالمعلومات التالية: مسافة وسرعة واتجاه المقذوف المضاد للدروع المهدد، وتظل الرادارات تتابع المقذوف أثناء حركته وتغذي الحاسوب بالمعلومات المحدثة أثناء انطلاق المقذوف المهدد للمدرعة. يعطي الحاسوب مباشرة وبشكل أوتوماتيكي إشارة الجهوزية إلى مجموعة الإطلاق وتذخير المنصة بالمقذوف الدفاعي.
بالتوازي مع الخطوة السابقة يقوم الحاسوب بحساب اتجاه المقذوف الدفاعي بناء على اتجاه المقذوف المهدد، والزمن اللازم الذي يصبح به المقذوف المهدد ضمن منطقة القتال الخاصة بالمقذوف الدفاعي والتي لا تتعدى 30 متر. عند وصول المقذوف المهدد إلى منطقة القتال الخاصة بالمقذوف الدفاعي يعطي الحاسوب الأمر بانفجار المقذوف الدفاعي، مما يعطي العديد من الكتل المتشكلة انفجارياً لتدمر الرأس الحربي الخاص بالمقذوف المهدد دون انفجاره للحفاظ على سلامة المدرعة والقوات الصديقة القريبة منها.

## التصميم
كان هذا النظام نتاج أبحاث وتطوير لمدة عشر اعوام داخل المختبرات لكلاً من منظمة رافائيل لأنظمة الدفاع المتقدمة والتا مجموعة صناعات الطيران الإسرائيلية، والغرض من التروفى هو استكمال انظمة الحماية بالمدرعات الإسرائيلية الخفيفة والثقيلة. بعد سلسة من الاختبارات اعلنت قيادة القوات البرية لجيش الدفاع الإسرائيلي بان التروفي فعال في أغسطس عام 2009، وتم وضع خطه بأن يتم تركيب هذا النظام بكتيبه دبابات إسرائيلية تابعه لسلاح المدراعات الإسرائيلى بحلول عام 2010. في 1 مارس 2011 نجح هذا النظام فعلا لتصدى لاحد الصواريخ بالقرب من غزة. في 1 أغسطس 2012 تم التصدى لاحد الصواريخ المضادة للدبابات التي تم إطلاقها نحو دبابة ميركافا 4 مزودة بنظام التروفى بالقرب من غزة. بدءا من عام 2012 تم تثبيت النظام التروفى على الدبابات الميركافا. لتصميم هذا النظام أربعة أركان وهي جهاز رادار وسيطرة على الحرائق، وأربع هوائيات بشاشات مسطحه مثبته على المركبة، ونظام رؤية بدرجة 360 درجة ومنصات إطلاق. يدمر النظام أغلب الصواريخ عدا الصواريخ ذات الطاقة الحركية، لكن سوف يتم تطويره النظام ليستطيع تدمير هذه القذائف.

## المزايا
المهمة الاساسية لهذا النظام هو الحماية من الهجمات الصاروخية. وأهم استخدامته في مركبات حاملات الجنود الخفيفة للحماية من الهجمات الصاروخية عليها التي هي دائما عرضه لها، وايضا يستخدم في مركبات Stryker حيث ان تلك المركبات يتم تثبيت دروع ثقيلة عليها لحمياتها من قذائف المضادة للدبابات شديدة الانفجار فمع نظام التروفى فهى ليست بحاجة لهذه الدروع، فعند نقل تلك المركبات الخفيفه بالطائرات فإنه يجب إزاله تلك الدروع التي تستغرق 100 ساعة من القطع واللحام. وهذا بالطبع غير مناسب في اجواء حرب فتركيب التروفى عليها يغنيها عن تلك الدروع مما يؤدى إلى سهولة النقل.

## التروفى لايت
هو إصدار جديد تم تطويره بواسطة شركة رافائيل لأنظمة الدفاع المتقدمة في سبتمبر 2007. التروفى عامة كان مصمم للدبابات القتالية، اما التروفى لايت فسيسمح بتثبيته على المركبات العسكرية المختلفة ومن المتوقع ان يكون نصف وزن التروفى القياسي.

## تروفي أل في
في حزيران عام 2014، كشفت شركة أنظمة رافائيل الدفاعية المتقدمة عن نسخة تروفي أل في، والتي صممت لتكون أخف وزنا من نظام التروفي القياسي وليوفر الحماية للمركبات العسكرية الخفيفة (أقل من 8 طن) مثل سيارات الجيب الدفع الرباعي. ووزنه 200 كيلوغراما، وهو أقل بكثير من نسخ التروفي الأخرى.

## ما بين تروفي والقبضة الحديدية
نظام تروفي لم يكن أول نظام دفاعي نشط تحاول إسرائيل تصنيعه، بل سبقه نظام دفاعي نشط يسمى القبضة الحديدية، وهو من تصميم الصناعات العسكرية الإسرائيلية، لكنه لم يدخل الخدمة فعلياً لأن به كثير من العيوب، حيث لا تستطيع اعتراض صواريخ المسارات المستوية.